# 翁源県
翁源県（おうげんけん）は中華人民共和国広東省韶関市に位置する県。

## 地理
翁源県は韶関市南部、北江の支流である翁江上流部に位置する。

## 歴史
南朝梁により翁源県が設置された。

## 行政区画
8鎮を管轄する
- 竜仙鎮、壩仔鎮、江尾鎮、官渡鎮、周陂鎮、翁城鎮、新江鎮、鉄竜鎮